# Sœur Marie-Thérèse des Batignolles
Pour les articles homonymes, voir Batignolles.
Sœur Marie-Thérèse des Batignolles est une série de bande dessinée humoristique française, écrite et dessinée par Maëster. Elle est parue pour la première fois en 1982 dans le magazine Fluide Glacial dont elle a longtemps été une série régulière.
Sept albums sont parus à ce jour. Maëster ayant quitté Fluide Glacial, le sixième numéro de la série, La Guère Sainte, paraît chez Albin Michel, l'éditeur de L'Écho des savanes. Le catalogue de bandes dessinées de Maëster ayant été racheté par Glénat, l'album est sorti chez cet éditeur en octobre 2008 dans la collection « Drugstore ». À la suite d'un accident vasculaire cérébral en 2015, Maëster délègue le dessin à Julien Solé.

## Synopsis

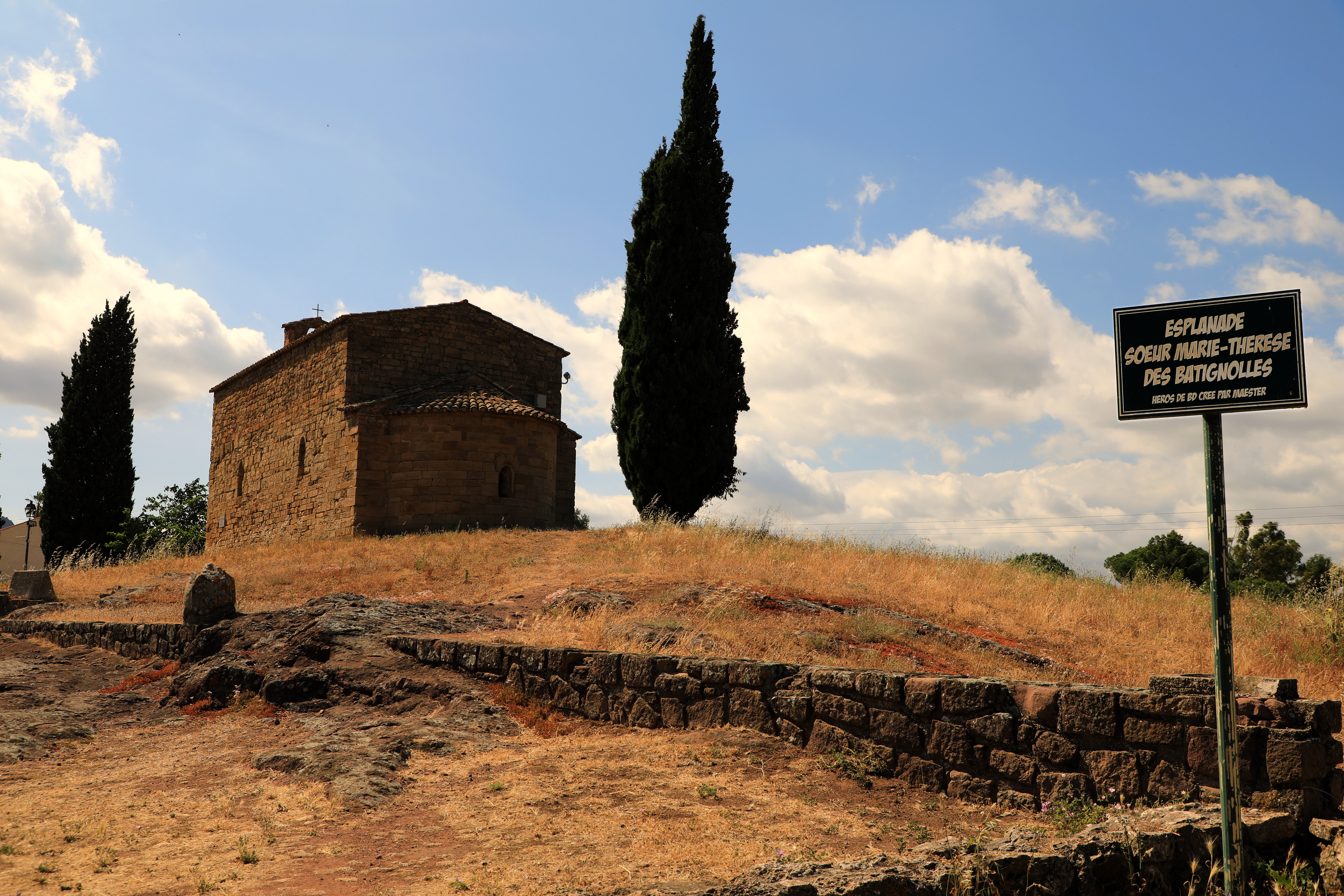
Esplanade de Roquebrune-sur-Argens nommée en l’honneur du personnage de Maëster.

Sœur Marie-Thérèse des Batignolles est une bonne sœur atypique et excentrique au caractère bien trempé (dans l'alcool). Ne supportant ni les jeunes ni les vieux, et encore moins l'autorité ou la bêtise, elle succombe régulièrement aux « paradis artificiels » de l'alcool et de la drogue.
Religieuse probablement par erreur, elle goûte volontiers à l'amour charnel, même si son physique ingrat fait régulièrement échouer ses tentatives de drague.
Marie-Thérèse connaît Jésus ; son auteur Maëster représente ce personnage comme un Portugais (avec un fort accent) de petite taille, bedonnant, assez poilu et relativement loin de l'image liturgique traditionnelle… Il détient pourtant les mêmes pouvoirs que son homonyme de l'an un.
Les aventures de sœur Marie-Thérèse sont également pimentées par sa mère supérieure (une caricature de militaire), qui a fait ses classes dans la Hitlerjugend (on voit la photo de son premier camp scout) et qui n'a de cesse de vouloir se débarrasser d'une telle ouaille.

## Publications

### Périodiques
- Fluide Glacial (revue où elle est née)
- L'Écho des savanes (revue actuelle de Sœur Marie-Thérèse)

### Albums
- 1 Sœur Marie-Thérèse des Batignolles, Audie, Fluide glacial, juin 1989
Scénario et dessin : Maëster
- 2 Heureux les imbéciles..., Audie, Fluide glacial, avril 1990
Scénario et dessin : Maëster
- 3 Dieu vous le rendra..., Audie, Fluide glacial, mai 1992
Scénario et dessin : Maëster
- 4 Sur la Terre comme au ciel..., Audie, Fluide glacial, novembre 1994
Scénario et dessin : Maëster
- 5 Sans diocèse fixe[2]..., Audie, Fluide glacial, novembre 2001
Scénario et dessin : Maëster
- 6 La Guère Sainte, Drugstore, Humour, novembre 2008
Scénario et dessin : Maëster - Couleurs : Sophie Dumas, Maëster
- 7 Ainsi soit-elle !, Glénat BD, Humour, Octobre 2019
Scénario : Maëster - Dessin : Julien Solé - Couleurs : Julien Solé, Maëster

### Éditeurs
- AUDIE : tomes 1 à 5 (première édition des tomes 1 à 5)
- AUDIE : coffret des 5 premiers tomes
- Drugstore : tome 6 (première édition du tome 6)

## Analyse
Sœur Marie-Thérèse remporta un franc succès auprès des lecteurs de bande dessinée. Le dessin de Maëster (où chaque case mérite une seconde lecture plus minutieuse), le comique de mots des répliques doublé d'un comique de situation, ainsi que les références à la culture de l’Église sont à l'origine de la réussite de cette BD.[réf. souhaitée]
Qualifiée parfois à tort d'anticléricale par certains critiques, Maëster leur répondra qu'il s'agit simplement d'un procédé classique de l'humour burlesque, le comique par inversion, soit une bonne sœur dont le comportement est tout le contraire d'une bonne sœur.